# Kertj
Kertj (ukrainska: Керч uttal (fil); ryska: Керчь; krimtatariska: Keriç; fornöstslaviska: Корчев, Kortjev; av fornöstslaviska къркъ, kŭrkŭ, "strupe", syftande på Kertjsundet) är en hamnstad på Krimhalvön med cirka 145 000 invånare. Staden ligger invid Kertjsundet på Kertjhalvön på sydöstra Krim, mittemot den ryska Tamanhalvön. Det är en viktig industristad; i området finns bland annat stora järnfyndigheter. Andra näringar är sjöfart, fiske, skeppsbyggeri och turism. Från staden gick fram till 28 september 2020 färjor över Kertjsundet till Port Kavkaz. Staden har 28 skolor, nio institut och filialer till ryska universitet, skeppsbyggnadsskola, polyteknisk högskola, medicinsk skola samt sex tekniska skolor.

## Historia
Utgrävningar vid byn Majak nära staden visar på bosättningar från 1600- till 1400-talet f.Kr. På 700-talet grundades vid Kertj den grekiska staden Pantikapaion (Panticapaeum) av joner från Miletos. Pantikapaion gav namn åt den sista attiska konststilen (370–320 f.Kr.). Pantikapaion blev senare den viktigaste staden i bosporanska riket (som fått sitt namn av Kertjsundet, som då kallades Kimmeriska bosporen) med stor betydelse som hamn- och handelsstad. Kertj kom senare under Romarriket, Bysans, genuesare och Krimkhanatet. Krimkhanerna lät vid staden uppföra fortet Yenikale. Vid freden i Kutschuk-Kainardji år 1774 överfördes Kertj till Kejsardömet Ryssland. På 1830-talet påbörjades utförliga utgrävningar av de antika lämningarna i Kertj. Staden förstördes 1855 under Krimkriget. År 1900 grundades den stora metallurgiska fabriken i staden som än idag finns kvar.
Under andra världskriget föll staden först kort för tyskarna 1941, men kunde samma år befrias av Röda armén; den föll dock igen för tyskarna, och befriades slutligen först 1944. Staden utnämndes till Hjältestad av Sovjetunionen för sina insatser i det stora fosterländska kriget.
Tidigare fanns trafik med bärplansbåt (raketa) från Kertj till Berdjansk. Denna trafik har efter Sovjetunionens fall inte återupptagits.

## Bildgalleri

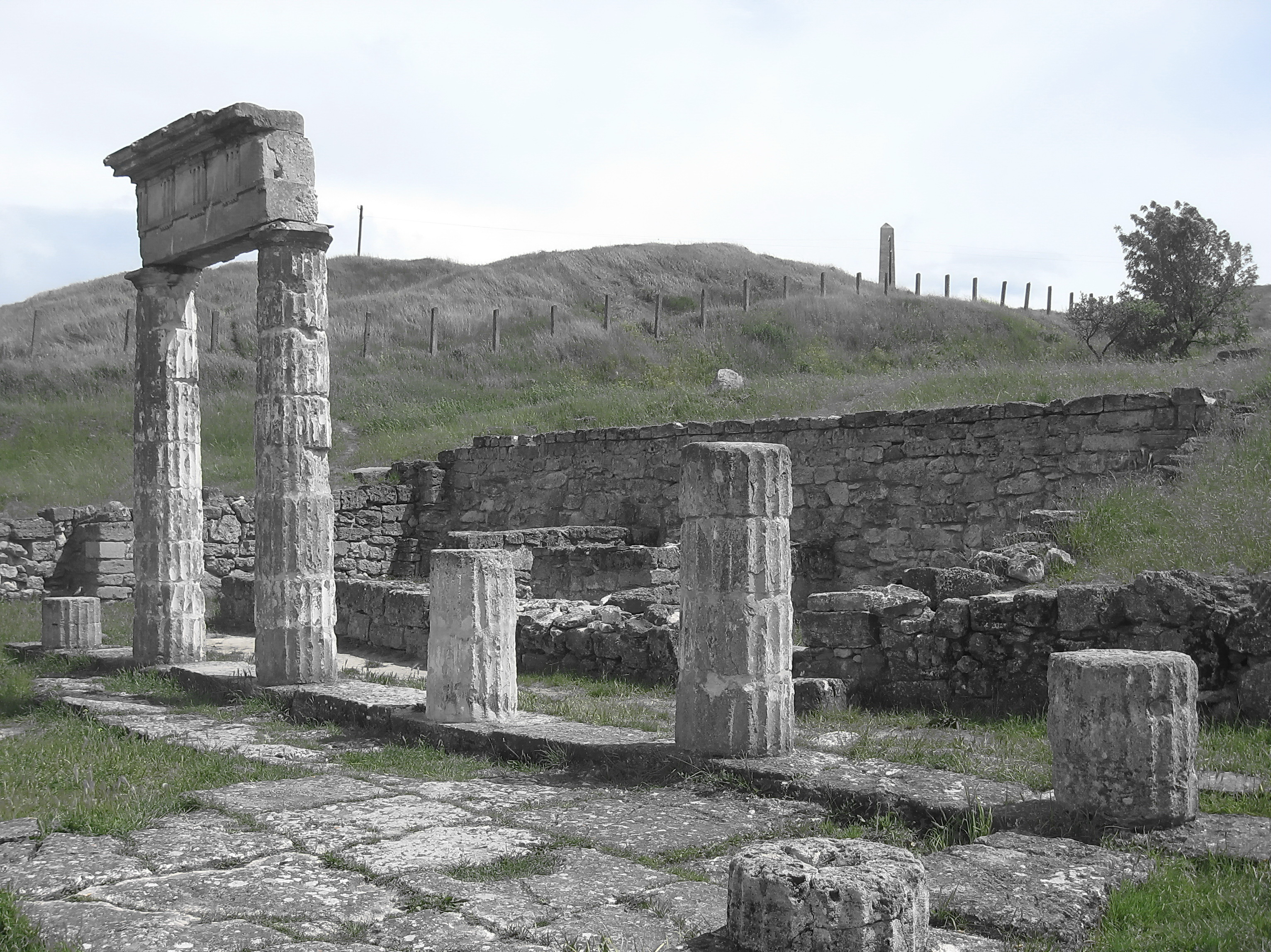
Pantikapaion.
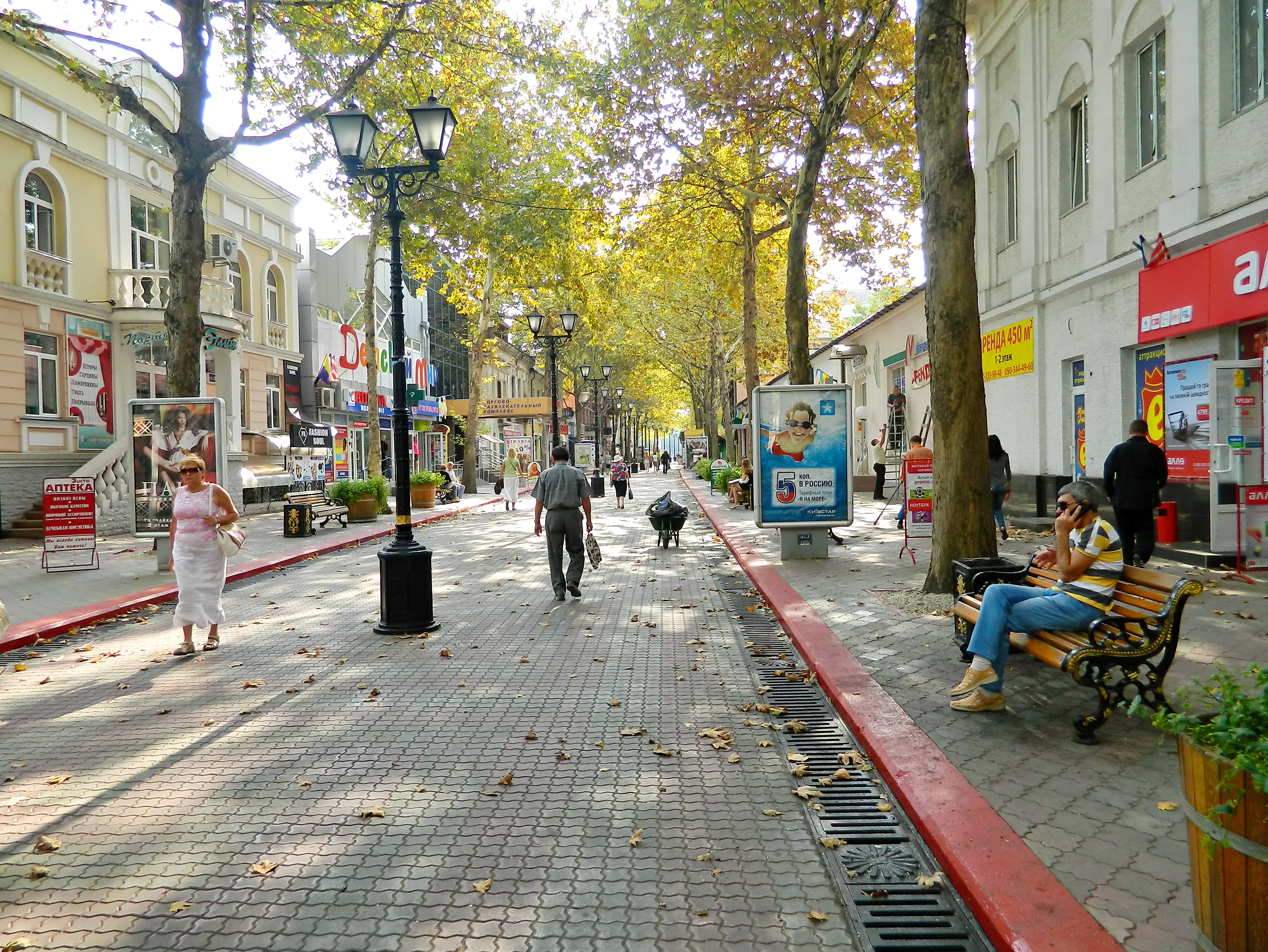
Huvudgatan i Kertj.
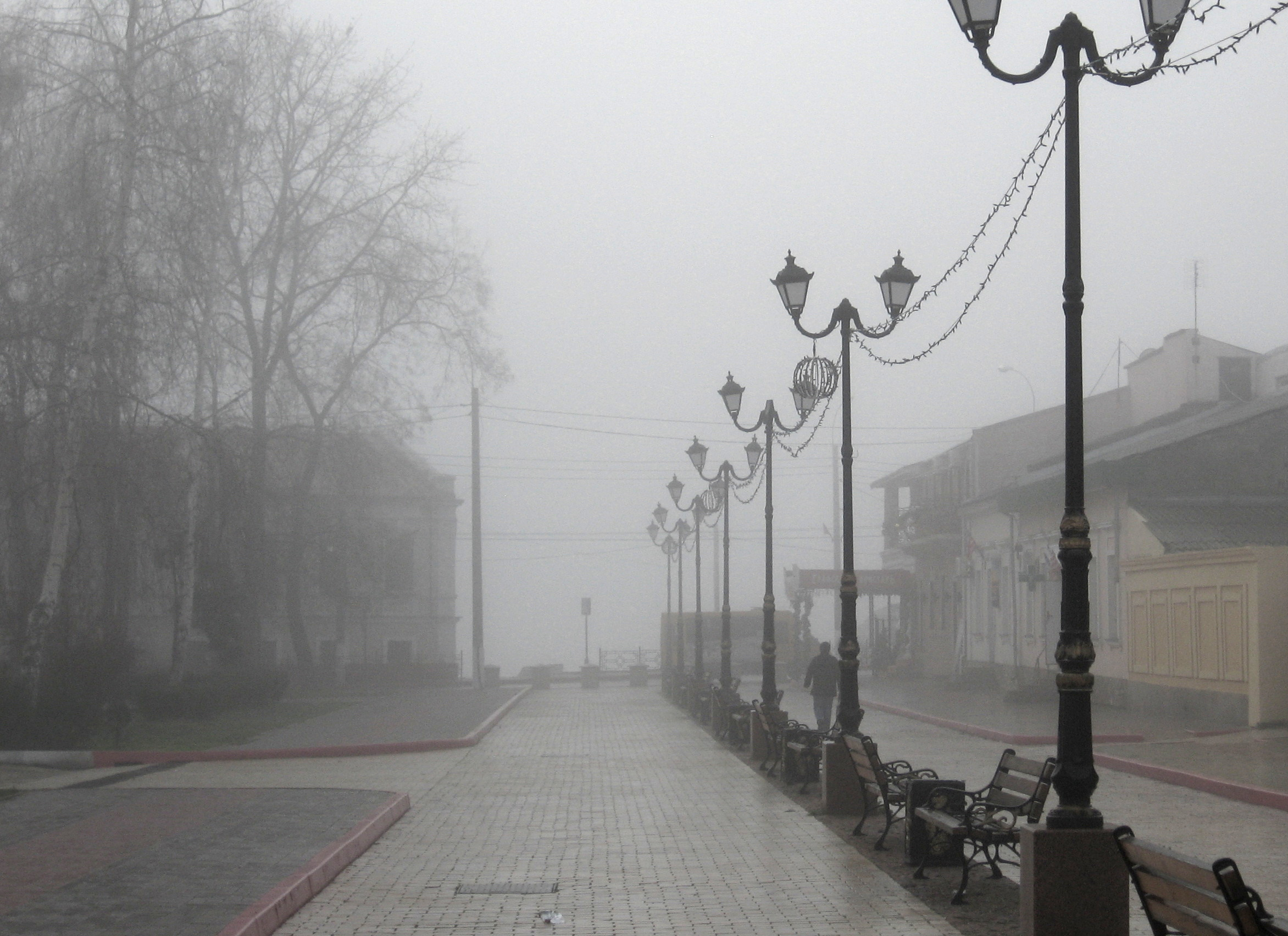
Dimmig morgon i Kertj.
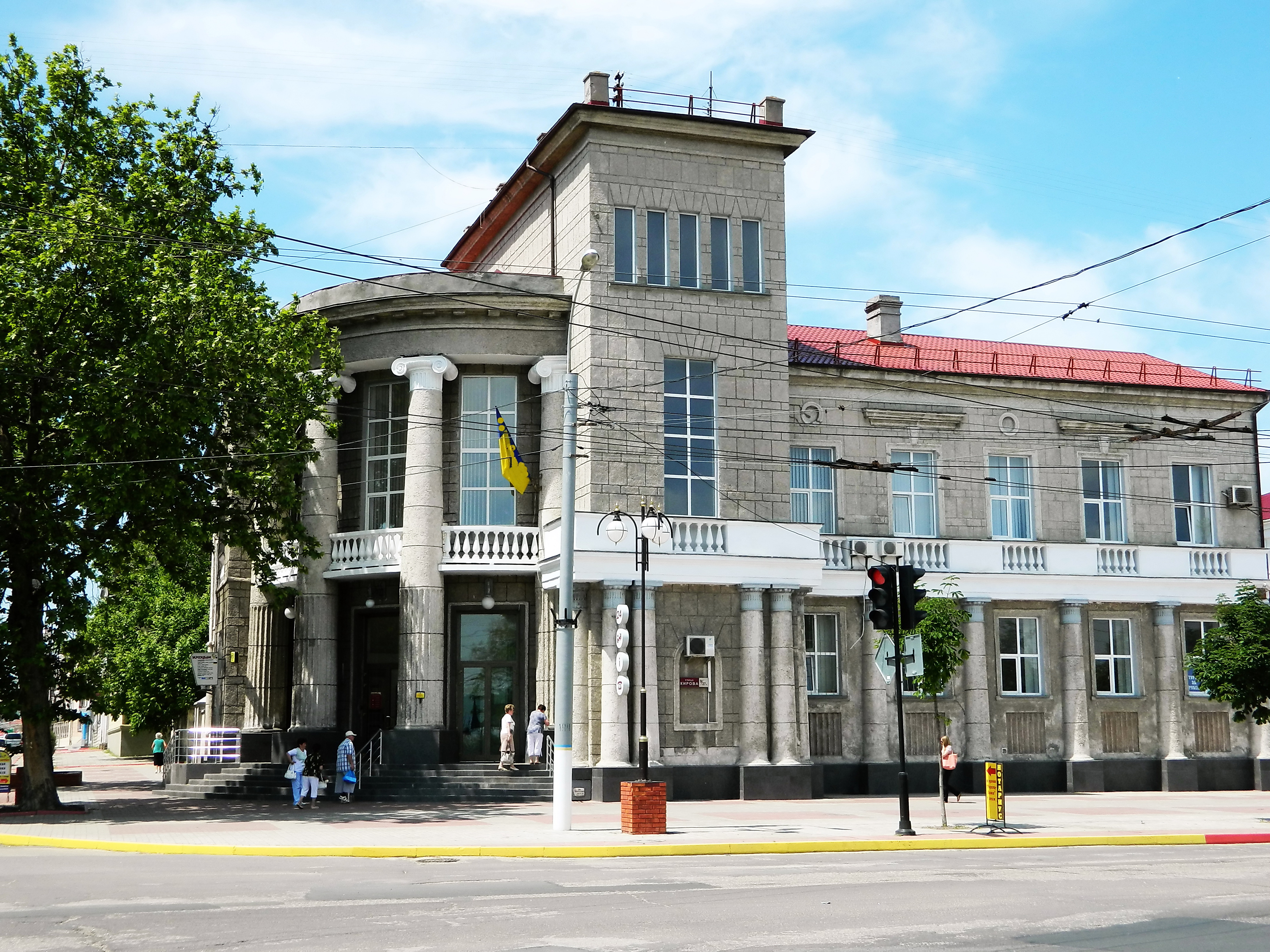
Bank i Kertj.